# Milpoš
Milpoš és un poble i municipi d'Eslovàquia. Es troba a la regió de Prešov, al nord del país.

## Història
La primera referència escrita de la vila data del 1950.

## Demografia
| Godina             | 1994 | 2004   | 2014   | 2024   |
| ------------------ | ---- | ------ | ------ | ------ |
| Nombre de persones | 618  | 663    | 694    | 657    |
| Diferència         |      | +7,28% | +4,67% | −5,33% |

| Godina             | 2023 | 2024   |
| ------------------ | ---- | ------ |
| Nombre de persones | 649  | 657    |
| Diferència         |      | +1,23% |